# Mètodes dels àcids nucleics
Els mètodes dels àcids nucleics són les tècniques que es fan servir per estudiar els àcids nucleics (ADN i ARN).
Purificació
- Extracció amb fenol-cloroform
- Purificació en columna

Quantificació
- Abundància en pes: quantificació espectroscòpica
- Abundància absoluta en nombre: Q-PCR
- Abundància relativa d'alta capacitat: microxip d'ADN
- Abundància absoluta d'alta capacitat: SAGE
- Mida: Gel d'electroforesi

Síntesi
- De novo: Síntesi d'oligonucleòtids
- Amplificació: PCR

Altres
- Seqüenciació de l'ADN
- Seqüenciació amb bisulfit
- Clonació per expressió
- Southern blot
- Northern blot
- Centrifugació amb gradient de sucrosa
- Radioactivitat en la investigació biològica
- Lab-on-a-chip
- Assaig de seguiment de l'activitat nuclear
- Hibridització fluorescent in situ
- Diversos mètodes bioinformàtics, com ara la predicció de l'estructura de l'ARN o els mètodes proteics